# Carlos Pesquera
Carlos Ignacio Pesquera Morales (San Juan, 17 de agosto de 1956) es un ingeniero civil y político puertorriqueño del Partido Nuevo Progresista. Ha desempeñado los cargos de Secretario de Transportación y Obras Públicas y presidente de su partido. Además fue el candidato del PNP para la gobernación en las elecciones de 2000.

## Primeros años y educación
Carlos Ignacio Pesquera Morales nació en San Juan, Puerto Rico el 17 de agosto de 1956 siendo el menor de los hijos de Rafael Pesquera, empleado del Servicio Postal de los Estados Unidos, y Nilda Morales, enfermera del Ejército de los Estados Unidos. Se graduó de escuela superior del Colegio Nuestra Señora de Belén. Posteriormente, estudió en la Universidad de Puerto Rico en Mayagüez graduándose con altos honores de un bachillerato en ingeniería civil. Adicionalmente, Pesquera ganó el Premio Etienne Totti para el Mejor Estudiante de la Clase de Ingeniería Civil en 1978. Para continuar su educación, Pesquera ingresó en la Universidad de Cornell donde obtuvo una maestría y un doctorado en ingeniería estructural. En Cornell, Pesquera se especializó en la aplicación de herramientas de Diseño Asistido por Computadora en el diseño de estructuras con armazón de acero. Luego trabajó en 3D / Eye, donde estuvo a cargo del desarrollo de Steel-3D, una de las primeras herramientas de diseño estructural completamente integradas basadas en gráficos por computadora. Más tarde regresó a la Universidad de Puerto Rico en Mayagüez para ofrecer clases de ingeniería estructural.

## Carrera política

### Secretario de Transportación y Obras Públicas
En 1998, tras su elección como gobernador, Pedro Rosselló nombró a Pesquera como Secretario de Transportación y Obras Públicas, asumiendo el cargo con la toma de posesión de Rosselló el 2 de enero del año siguiente. Pesquera permaneció en esta posesión hasta el verano de 1999, cuando renunció para asumir la candidatura a la gobernación del PNP en las elecciones del 2000.
Como Secretario de Transportación y Obras Públicas, fue el principal encargado de impulsar la construcción del Tren Urbano de San Juan a un costo de $2 billones de dólares. Además, bajo su dirección del departamento se construyó un "superacueducto" que contribuyó a resolver los problemas de racionamiento de agua en el Área metropolitana de San Juan, varios proyectos de construcción de carreteras y la construcción del Coliseo José Miguel Agrelot en San Juan.

### Candidaturas a la gobernación
Luego de que el gobernador incumbente Pedro Rosselló anunciara que no se postularía para un tercero término en las elecciones de 2000, el PNP eligió a Pesquera como presidente del partido y candidato a la gobernación para dichas elecciones. A pesar de comenzar la campaña electoral con una amplia ventaja en las encuestas frente a sus contrincantes del Partido Popular Democrático y Partido Independentista Puertorriqueño, la Alcaldesa de San Juan Sila María Calderón y el Senador Rubén Berrios respectivamente, mientras se acercaban las elecciones, Calderón fue cortando la ventaja con Pesquera. Esto se atribuye mayormente a una campaña de los populares enfocada en la corrupción gubernamental durante la Administración Rosselló. Finalmente, Pesquera fue derrotado por Calderón. A pesar de esto, Pesquera permaneció en la presidencia de su partido hasta 2003. 
En las primarias de 2004, Pesquera nuevamente buscó la nominación del PNP para la gobernación. Sin embargo, fue derrotado por Rosselló quién regresó de su retiro de la política.

### Candidatura a Comisionado Residente
Pesquera regresó a la política en 2016 para postularse al puesto de Comisionado Residente de Puerto Rico en las elecciones de 2016. Tras llegar a un acuerdo con el entonces comisionado residente Pedro Pierluisi, Pesquera y Pierluisi se presentaron como compañeros de papeleta para las primarias del PNP, confrontado la dupla del hijo del exgobernador Ricardo Rosselló (candidato a gobernador) y la expresidenta de la Cámara de Representantes Jenniffer González (candidata a comisionada residente). En fin, Rosselló y González resultaron vencedores frente a Pesquera y Pierluisi. 

## Vida personal
Pesquera está casado con Irasema Rivera con quien procreó dos hijos: Carlos Roberto y Frances Raquel Pesquera Rivera.

## Historial electoral
| Año  | Cargo                 | Tipo      | Partido | Partido | Votos   | %     | Posición | Resultado |
| ---- | --------------------- | --------- | ------- | ------- | ------- | ----- | -------- | --------- |
| 2000 | Gobernador            | Generales |         | PNP     | 919,194 | 45.7  | 2.º      | Derrotado |
| 2004 | Gobernador            | Primarias |         | PNP     | 139,898 | 23.61 | 2.º      | Derrotado |
| 2016 | Comisionado residente | Primarias |         | PNP     | 136,821 | 29.50 | 2.º      | Derrotado |